# San Antonio de Guerra
San Antonio de Guerra en kommun i Dominikanska republiken.   Den ligger i provinsen Santo Domingo, i den östra delen av landet, 30 km öster om huvudstaden Santo Domingo. Antalet invånare är i kommunen är cirka 44 000.
Terrängen runt Guerra är mycket platt. Guerra är det största samhället i trakten. Omgivningarna runt Guerra är en mosaik av jordbruksmark och naturlig växtlighet.